# Breitenberg (Bajorország)
Breitenberg település Németországban, azon belül Bajorországban. Lakosainak száma 2000 fő (2023. december 31.). Breitenberg Sonnen, Wegscheid, Julbach, Ulrichsberg, Schwarzenberg am Böhmerwald, Neureichenau és Jandelsbrunn községekkel határos.

## Népesség
A település népessége az elmúlt években az alábbi módon változott:
| Lakosok száma | 1060 | 1023 | 1844 | 2109 | 2119 | 2092 | 2051 | 2056 | 2040 | 2000 |
|               | 1875 | 1950 | 1975 | 1987 | 2012 | 2014 | 2016 | 2017 | 2021 | 2023 |